# Xã Geneva, Quận Franklin, Iowa
Xã Geneva (tiếng Anh: Geneva Township) là một xã thuộc quận Franklin, tiểu bang Iowa, Hoa Kỳ. Năm 2010, dân số của xã này là 324 người.